# Marie-Vincent Bernadot
Pour les articles homonymes, voir Bernadot.
Pierre Bernadot, en religion Marie-Vincent Bernadot, né le 14 juin 1883 à Finhan (Tarn-et-Garonne) et mort le
25 juin 1941 à La Bastide-l'Évêque (Aveyron), est un père dominicain de la province de Toulouse. Écrivain spirituel, traducteur, il crée les revues La Vie spirituelle (1919), La Vie intellectuelle (1928) et Sept (1934) ainsi que les Éditions du Cerf (1929).

## Biographie
À l’origine de la création des revues La Vie spirituelle en 1919, La Vie intellectuelle en 1928 et Sept en 1934, il est également le fondateur en 1929 des Éditions du Cerf. Il a écrit ou traduit trente-quatre ouvrages. 

## Œuvres
- De l'Eucharistie à la Trinité, 1919[2].
- L'Ordre des Frères Prêcheurs, 1922.
- Sainte Catherine de Sienne : sa vie, son œuvre et sa doctrine, 1923.
- La Spiritualité dominicaine, 1926.
- L'Action surnaturelle dans la restauration dominicaine au XXe siècle : la mère M. Dominique Claire de la Sainte-Croix : 1832-1895, 1926.
- Le Joug du Christ, 1928.
- La Piété envers l'Église, 1928.
- Notre-Dame dans ma vie, 1937.
- Sainte Catherine de Sienne au service de l'Église, 1941.
- Lettres de direction, 1946 (posthume).
- Plusieurs traductions, notamment des Psaumes, des écrits de sainte Catherine de Sienne, de saint Vincent Ferrier, d'Humbert de Romans.
- Divers articles, contributions, préfaces, travaux collectifs.